# Frederic McLaughlin
Pour les articles homonymes, voir McLaughlin.
Temple de la renommée : 1963
Frederic McLaughlin (né le 27 juin 1877 à Chicago aux États-Unis - mort le 17 décembre 1944 à Lake Forest) est un ancien bâtisseur du hockey sur glace professionnel américain.

## Biographie
Né à Chicago en 1877 d'un marchand de café, McLaughlin sort diplômé de l'université Harvard en 1901. Quatre ans plus tard, il hérite de l'entreprise familiale au décès de son père. Durant la Première Guerre mondiale, il sert dans la 86e division d'infanterie du 333rd Machine Gun Battalion de la United States Army. Il revient avec le grade de major, titre qui lui sera donné le reste de sa vie.
En 1926, il reçoit un coup de téléphone des frères Frank et Lester Patrick dont la Western hockey league (également connue sous l'abréviation WHL) est en proie à des difficultés financières et qui lui proposent de racheter une franchise de leur ligue. Il met alors sur pied un groupe d'investissement en compagnie d'amis fortunés et rachète les Rosebuds de Portland pour 200 000 dollars américains. Il déménage alors la franchise à Chicago et renomme l'équipe Black Hawks, surnom porté par les membres de son unité lors de la guerre dont il devient le premier président.
Sous sa direction, les Black Hawks remportent la coupe Stanley en 1934 et 1938.
Il meurt en 1944 des suites d'un accident vasculaire cérébral.
En 1963, il est intronisé au temple de la renommée du hockey.